# Marie Dubois
Marie Dubois, född Claudine Lucie Pauline Huzé 12 januari 1937 i Paris, död 15 oktober 2014 i Lescar i Pyrénées-Atlantiques, var en fransk skådespelare som under 1960- och 70-talen spelade i ett stort antal filmer i såväl konstnärlig som folklig stil. Mot slutet av 1970-talet drabbades hon av multipel skleros och hon var sedan 2001 aktivt engagerad i den organiserade kampen mot sjukdomen.
I sin ungdom studerade hon drama, inklusive klassisk och modern komedi, och upptäcktes av François Truffaut som värvade henne till Skjut på pianisten! (Tirez sur le pianiste). I samband med detta tog hon artistnamnet Marie Dubois som en hyllning till hjältinnan i en roman från 1952 av Jacques Audiberti. 

## Filmografi i urval
- 1960 – Skjut på pianisten!
- 1961 – Une femme est une femme
- 1962 – Jules och Jim
- 1966 – Den stora kalabaliken
- 1967 – Tjuven
- 1969 – Monte Carlo-rallyt eller Dessa fantastiska män i sina skumpande skraltiga automobiler
- 1974 – Vänner emellan
- 1976 – Den oskyldige
- 1980 – Min farbror från Amerika
- 1997 – Svindlande insatser